# Le Mans Football Club
Le Mans Football Club francuski je nogometni klub iz istoimenog grada Le Mansa (poznatog po utrci 24 sata Le Mansa). Prvotni klub osnovan je 1903. godine dok je novo osnivanje kluba ostvareno 1985. Razlog tome bilo je ujedinjenje između klubova Union Sportive du Mans (USM) i Stade Olympique du Maine (SOM). Klub je koristio i naziv Le Mans Union Club 72, no 1. lipnja 2010. klub je preimenovan u Le Mans Football Club te koristi novi logo.

## Povijest
1900. osnovano je sportsko udruženje više sportskih klubova, dok je 1908. osnovan Le Mans Sport Club kao nogometni klub i član tog udruženja. Le Mans se 1910. kvalificira na Championnat de la France. Klub veliki ugled stječe sve do 1. svjetskog rata, dok tokom 2. svjetskog rata Le Mans pada u zaborav (sve do uključenja u ligu 1942.).
Do novog utemeljenja kluba dolazi 12. svibnja 1985. godine. Tada se L'Union Sportive du Mans i Stade Olympique du Maine ujedinjuju te klub dobiva novo ime - Le Mans Union Club 72.
Ipak, 2. prosinca 2009. klub najavljuje da mijenja svoje ime iz Le Mans Union Club 72 u - LEMANS FC.

## Novija povijest kluba
Klub prvi puta u svojoj povijesti ulazi u 1. francusku ligu u sezoni 2003./04. no ubrzo ispada iz nje. Ipak, nakon sezone provedene u 2. francuskoj ligi, Le Mans Union Club 72 2005. se natrag vraća u elitni razred natjecanja. Od tada klub je stalni član Ligue 1 te nije ispadao u niži rang. Nakon 11. i 12. mjesta 2006. i 2007. Le Mans 2008. završava na 9. mjestu, što je dosad najbolji ostvareni rezultat kluba. Svoje domaće utakmice klub je održavao na Stade Léon-Bollée nakon čega se 2011. klub preselio na MMArenu.

## Uspjesi kluba
- Vice-prvaci francuske 2. lige: 2003., 2005.
- Pobjednici "Champions DH Quest": 1961., 1965.
- Pobjednici "Coupe Gambardella": 2004.
- Polufinalisti francuskog kupa: 1998.
- Polufinalisti francuskog liga-kupa: 2006., 2007., 2008.

## Poznati igrači
| - Rudi Vata - Hassan Yebda - Stephane Sessegnon - Grafite - Túlio de Melo - Marko Basa - Zvonimir Deranja - Jacques Songo'o - Chiguy Lucau - Daniel Cousin - Ismaël Bangoura - Mohammed Sylla - José Arribas - Laurent Bonnart - Jean Calvé - Mathieu Coutadeur - James Fanchone - Yannick Fischer - Christian Gourcuff |  | - Fabrice Pancrate - Yohann Pelé - Stéphane Samson - Francis Smerecki - Olivier Thomas - Olivier Thomert - Daisuke Matsui - Thabang Molefe - Dan Eggen - Georges Ba - Gervinho - Dagui Bakari - Didier Drogba - Romaric - Sergiu Rada - Davide Chiumiento - Alexandre Comisetti |

## Treneri kluba kroz povijest
| - 1945. – 1946. Braustein - 1946. – 1948. ??? - 1948. – 1951. Émile Rummelhardt - 1951. – 1952. Cholet - 1952. – 1953. ??? - 1953. – 1957. Camille Libar - 1957. – 1964. André Grillon - 1964. – 1976. René Dereuddre - 1976. – 1979. Alain Laurier - 1979. – 1981. Michel Rodriguez - 1981. – 1985. Guttierez - 1985. – 1986. Bernard Deferrez - svibanj 1986. - siječanj 1989. Christian Gourcuff - siječanj 1989. - siječanj 1994. Christian Létard - siječanj 1994. - svibanj 1997. Thierry Froger |  | - svibanj 1997. - studeni 1997. Slavo Muslin - studeni 1997. - studeni 2000. Marc Westerloppe - studeni 2000. - prosinac 2000. Alain Pascalou - prosinac 2000. - veljača 2004. Thierry Goudet - veljača 2004. - prosinac 2004. Daniel Jeandupeux - prosinac 2004. – 2007. Frédéric Hantz - 2007. – 2008. Rudi Garcia - 2008. – 2009. Yves Bertucci - 2009. Daniel Jeandupeux - 2009. Arnaud Cormier - 2009. Paulo Duarte - 2009. – 2011. Arnaud Cormier - 2011. – 2013. Denis Zanko - 2013. - Régis Beunardeau |

## Vanjske poveznice
- (fr.) Službena web stranica kluba[neaktivna poveznica]